# Hartmund Güntner
Hartmund Güntner (* 8. November 1827 in Neuenbürg; † 3. Februar 1897 in Schwäbisch Gmünd) war ein württembergischer Oberamtmann.

## Leben und Werk
Der Sohn eines Regierungskanzlisten legte 1850 die niedere Dienstprüfung beim Departement des Innern ab und wurde dann oberamtlicher Revisionsassistent. Von 1854 bis 1858 studierte er Regiminalwissenschaften in Tübingen. Nach den höheren Dienstprüfungen begann Hartmund Güntner seine berufliche Laufbahn 1859 als Oberamtsaktuariatsverweser bei den Oberämtern Aalen, Weinsberg und Welzheim. Zwischen 1860 und 1867 war er Oberamtsaktuar in Mergentheim und Vaihingen. 1867 ging er als Assistent zur Stadtdirektion Stuttgart und 1870 als Assessor zur Regierung des Jagstkreises in Ellwangen. Von 1872 bis 1887 leitete er als Oberamtmann das Oberamt Nagold und von 1887 bis 1890 das Oberamt Urach. 1890 ging er in den Ruhestand.

## Auszeichnungen
1881 wurde Hartmund Güntner mit dem Ritterkreuz 1. Klasse des Friedrichs-Ordens ausgezeichnet.